# Нёйтаяха
Нёйтаяха  (также Нёйта-Яха) — река в России, протекает по Ямало-Ненецкому АО. Длина реки составляет 255 км. Площадь водосборного бассейна — 3730 км². 
Исток реки находится в западной части Гыданского полуострова на высоте около 38 м над уровнем моря. Преимущественно течёт на север и северо-восток. В среднем и нижнем течении берега обрывистые. Активно меандрирует. В долине реки множество некрупных озёр. Впадает с юга в Гыданскую губу в 32 км к западу от устья реки Юрибей, образуя заболоченную дельту вместе с левым рукавом Нёляко-Нейтаяха. Перед устьем ширина реки достигает 229 м, а глубина — 1,8 м. Скорость течения в низовьях — 0,1 м/с.

## Основные притоки
Указаны поименованные притоки длиной 30 км и более .
| Название       | Расстояние от устья | Длина | Положение |
| -------------- | ------------------- | ----- | --------- |
| Ханавэйяха     | 34                  | 36    | правый    |
| Нюдя-Нгынянасё | 67                  | 43    | правый    |
| Нгынянасё      | 68                  | 77    | правый    |
| Тёняяха        | 81                  | 37    | левый     |
| Нейвояха       | 94                  | 38    | левый     |
| Салпадаяха     | 122                 | 74    | левый     |
| Маретаяха      | 134                 | 39    | левый     |

## Данные водного реестра
По данным государственного водного реестра России относится к Нижнеобскому бассейновому округу, водохозяйственный участок — реки бассейна Карского моря от северо-восточной границы бассейна реки Таз до границы бассейна Енисейского залива, речной подбассейн реки — подбассейн отсутствует. Речной бассейн реки — Таз.
Код объекта в государственном водном реестре — 15050000212115300077002.